# Croati

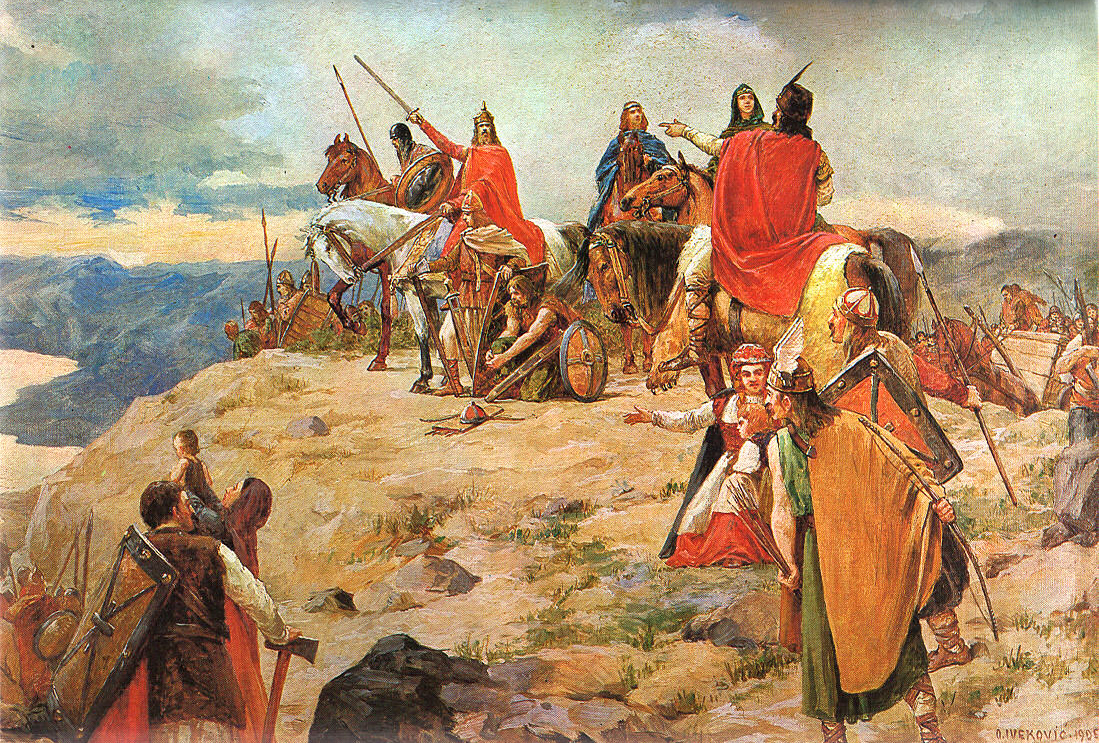
L'arrivo dei Croati nel Mediterraneo, immaginato dal pittore Oton Iveković.

I croati (in croato Hrvati) sono un gruppo etnico appartenente ai popoli slavi meridionali, distribuito prevalentemente nella penisola Balcanica centro-occidentale, dove giunsero e s'insediarono stabilmente nell'Alto Medioevo, tra la fine dell'VIII secolo ed i primi anni del IX.
Etnia dominante della Croazia, formano importanti minoranze in Bosnia-Erzegovina (15,4%), Serbia (0,9%) e Slovenia (1,8%); gruppi storici di croati sono ufficialmente riconosciuti anche in Austria, Repubblica Ceca, Ungheria, Italia, Montenegro, Romania e Slovacchia. Inoltre, a causa della recente emigrazione (la cosiddetta "diaspora croata"), importanti comunità si ritrovano in Germania, nelle stesse Austria e Italia, Svizzera, Francia, nonché negli Stati Uniti, in Canada, Cile, Argentina e Australia.
I croati sono prevalentemente di religione cattolica romana e parlano il croato, riconosciuto come lingua ufficiale da Croazia e Bosnia-Erzegovina e come lingua minoritaria in Montenegro, Austria (Burgenland), Italia (Molise), Romania (Carașova, Lupac) e Serbia (Voivodina).